# Dzwon Pokoju w Warszawie

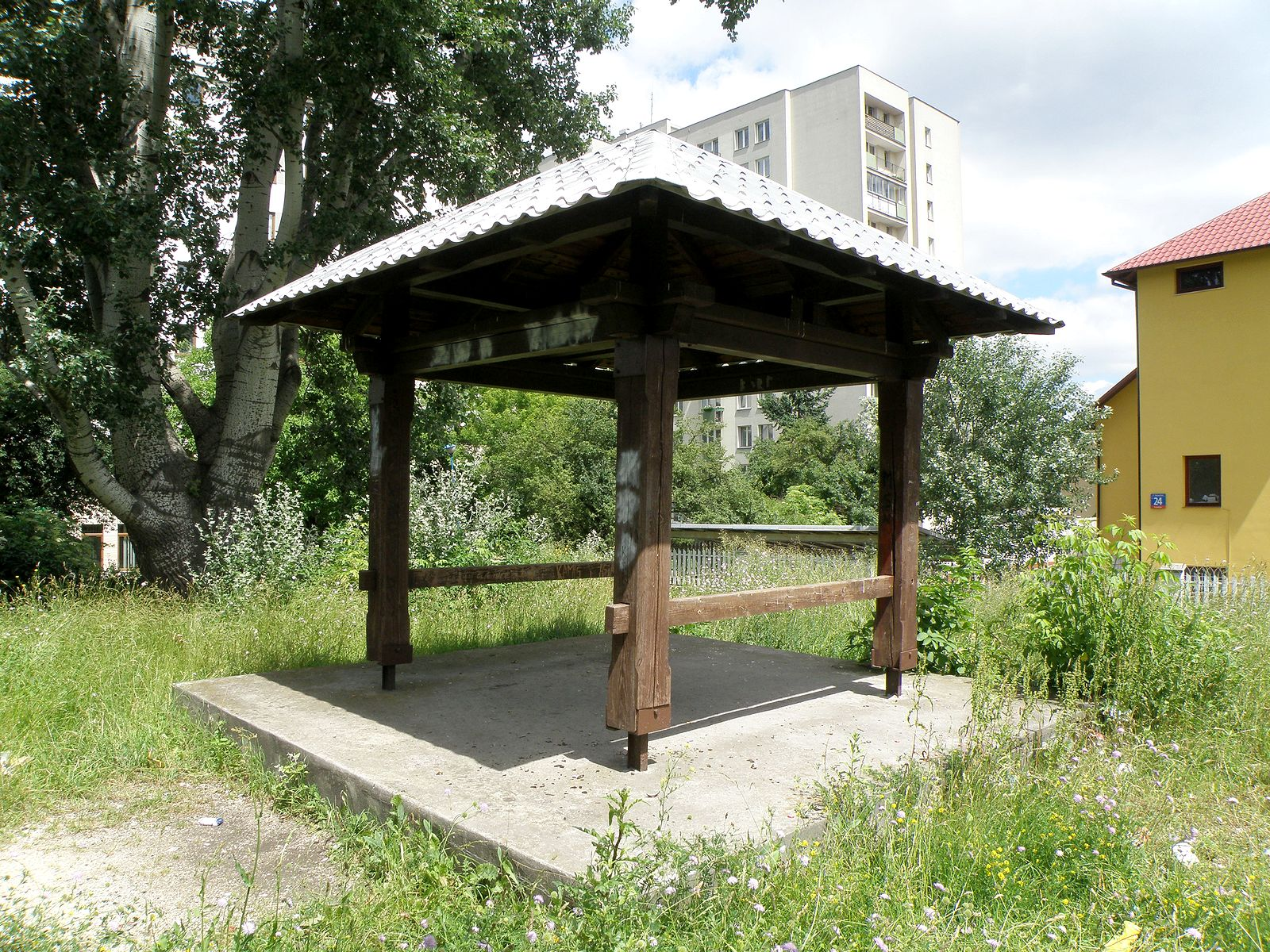
Stupa bez skradzionego dzwonu w pierwotnej lokalizacji przy ul. Bukowińskiej 55

Dzwon Pokoju w Warszawie – dzwon podarowany w 1989 roku miastu stołecznemu Warszawa przez japońskie miasta Hiroszima i Nagasaki. Pierwotnie znajdował się przy ul. Bukowińskiej 55, a od 2015 jest eksponowany przy ul. Jana Sebastiana Bacha 15 

## Opis
Dzwon podarowany Warszawie odlano w Japonii z monet zebranych w tym celu w wielu krajach świata; był on jedną z 50 identycznych kopii dzwonu w Hiroszimie. Przekazując kopie dzwonów w podarunku, dwa japońskie miasta, zniszczone w czasie wybuchów bomb atomowych, pragnęły uhonorować także inne miasta katastrofalnie zniszczone w wyniku działań wojennych na różnych kontynentach.
Warszawa otrzymała dzwon w darze od fundacji World Peace Bell Association. Dzwon umieszczono w drewnianej dzwonnicy wniesionej przy ul. Bukowińskiej 55. Został odsłonięty 2 września 1989 roku. W uroczystości uczestniczyli przedstawiciele Ambasady Japonii, władz miasta i dzielnicy Mokotów.
Zwyczajem było bicie w dzwon drewnianą belką dwa razy w roku – w Międzynarodowy Dzień Pokoju (trzeci wtorek września) oraz rocznicę wybuchu II wojny światowej (1 września). 
W grudniu 2002 roku dzwon skradziono. Ukradła go grupa mężczyzn, którzy podjechali ciężarówką, a okoliczni mieszkańcy byli przeświadczeni, że chodzi o zabiegi konserwacyjne. Dzwonu nie udało się odnaleźć. Przez długi czas pozostawała po nim pusta stupa. Polska poprosiła Japonię o pomoc w odnalezieniu organizacji, która wykonała odlew dzwonu. 
Koszty wykonania repliki dzwonu i jego transportu do Warszawy pokryła dzielnica Mokotów. Uroczystość jej odsłonięcia w nowej lokalizacji − w parku przy Służewskim Domu Kultury przy ul. Jana Sebastiana Bacha 15 − odbyła się w trakcie Festiwalu Kultury Japońskiej 20 września 2015 roku.